# 大阪2011年問題

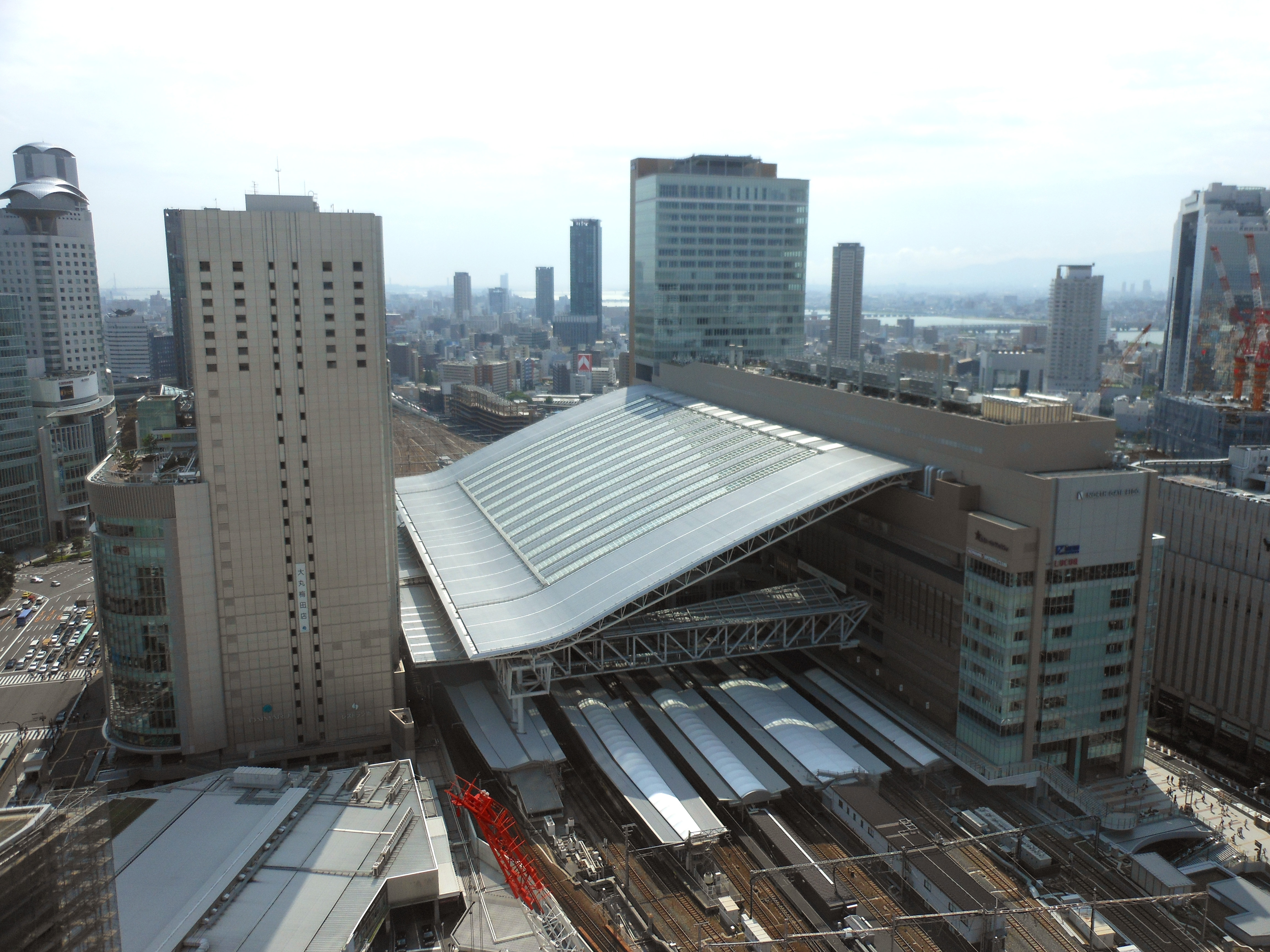
大阪ステーションシティ（JR大阪駅）

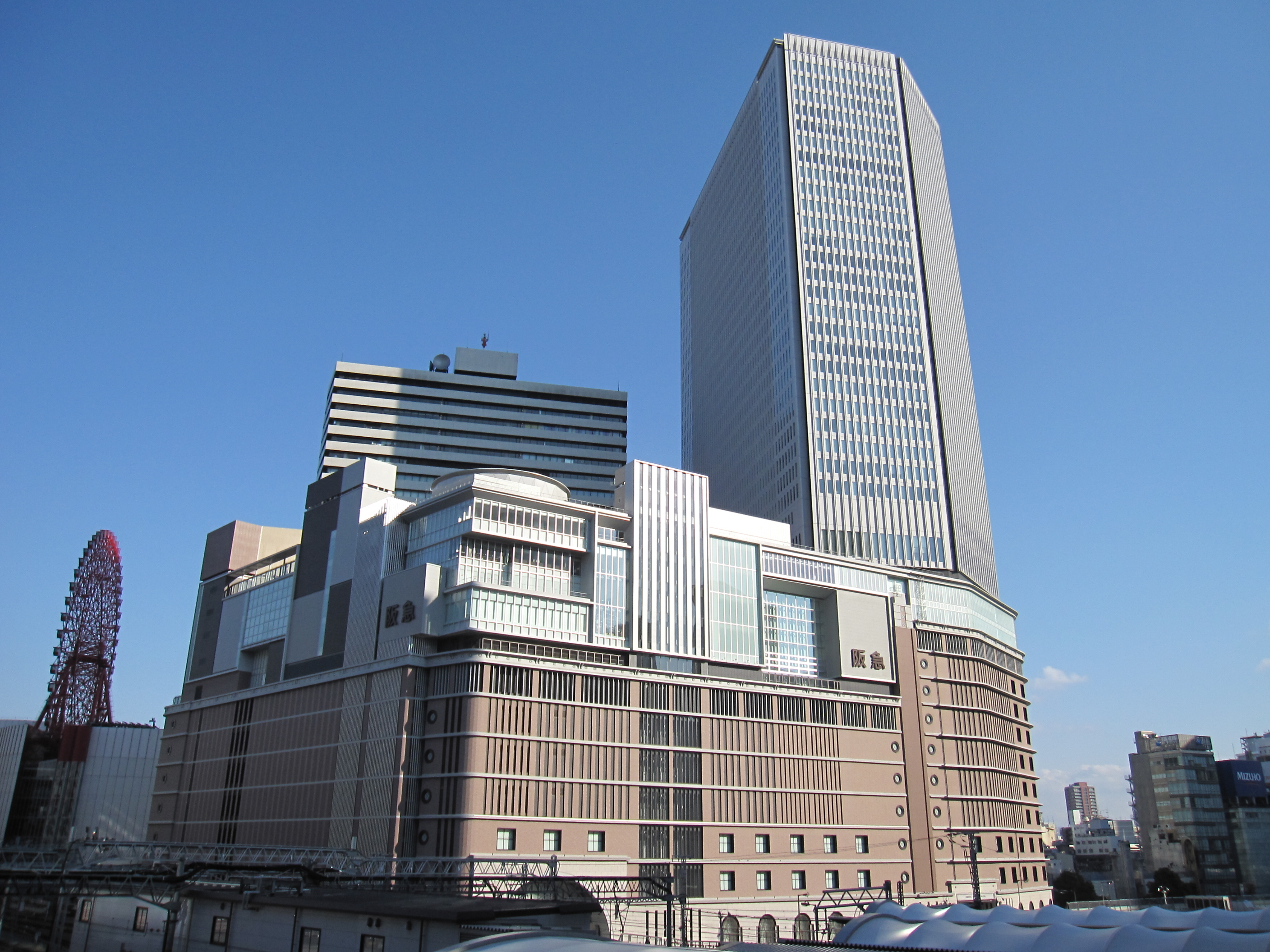
梅田阪急ビル（阪急うめだ本店）

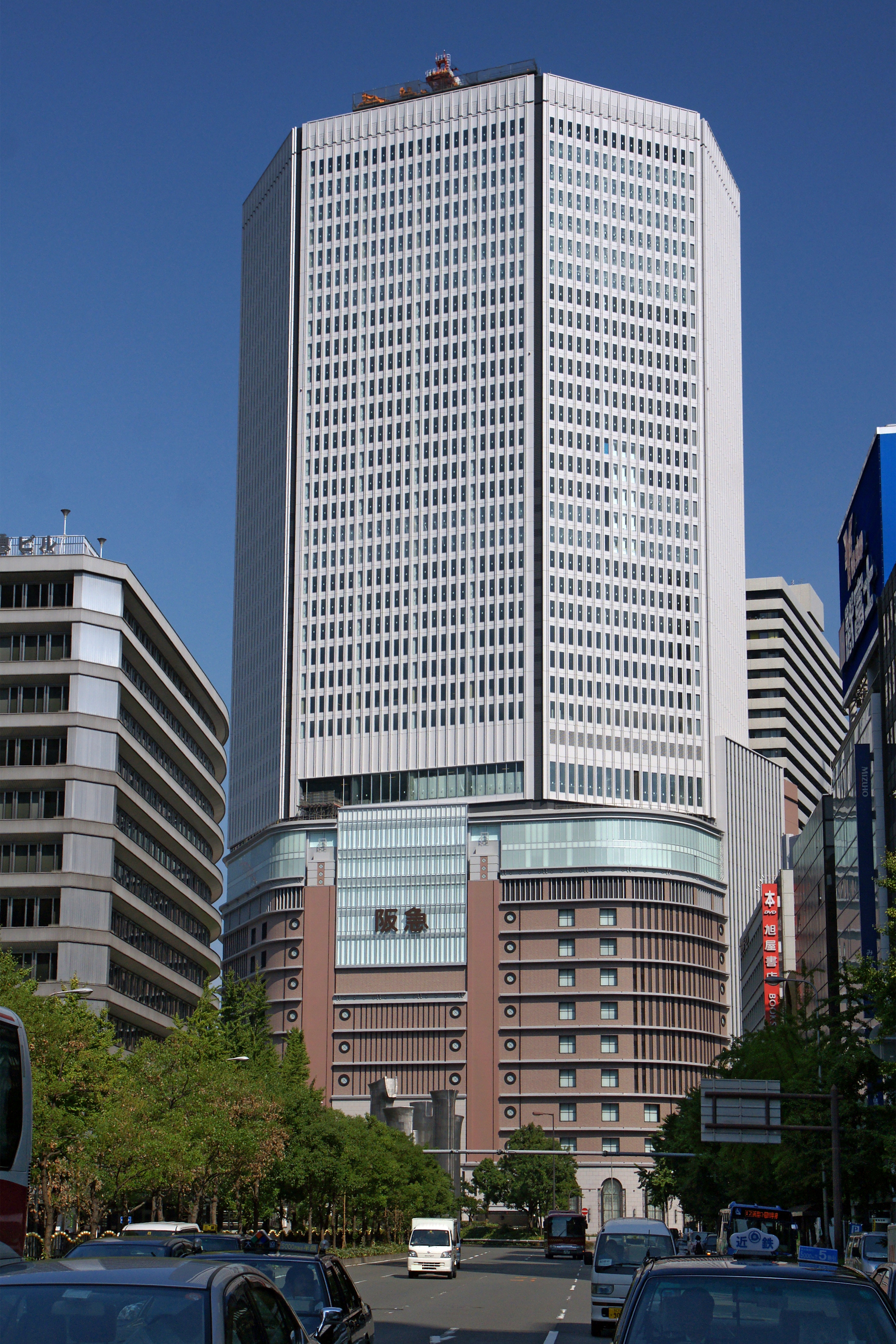
梅田阪急ビル（大阪梅田ツインタワーズ・ノース）

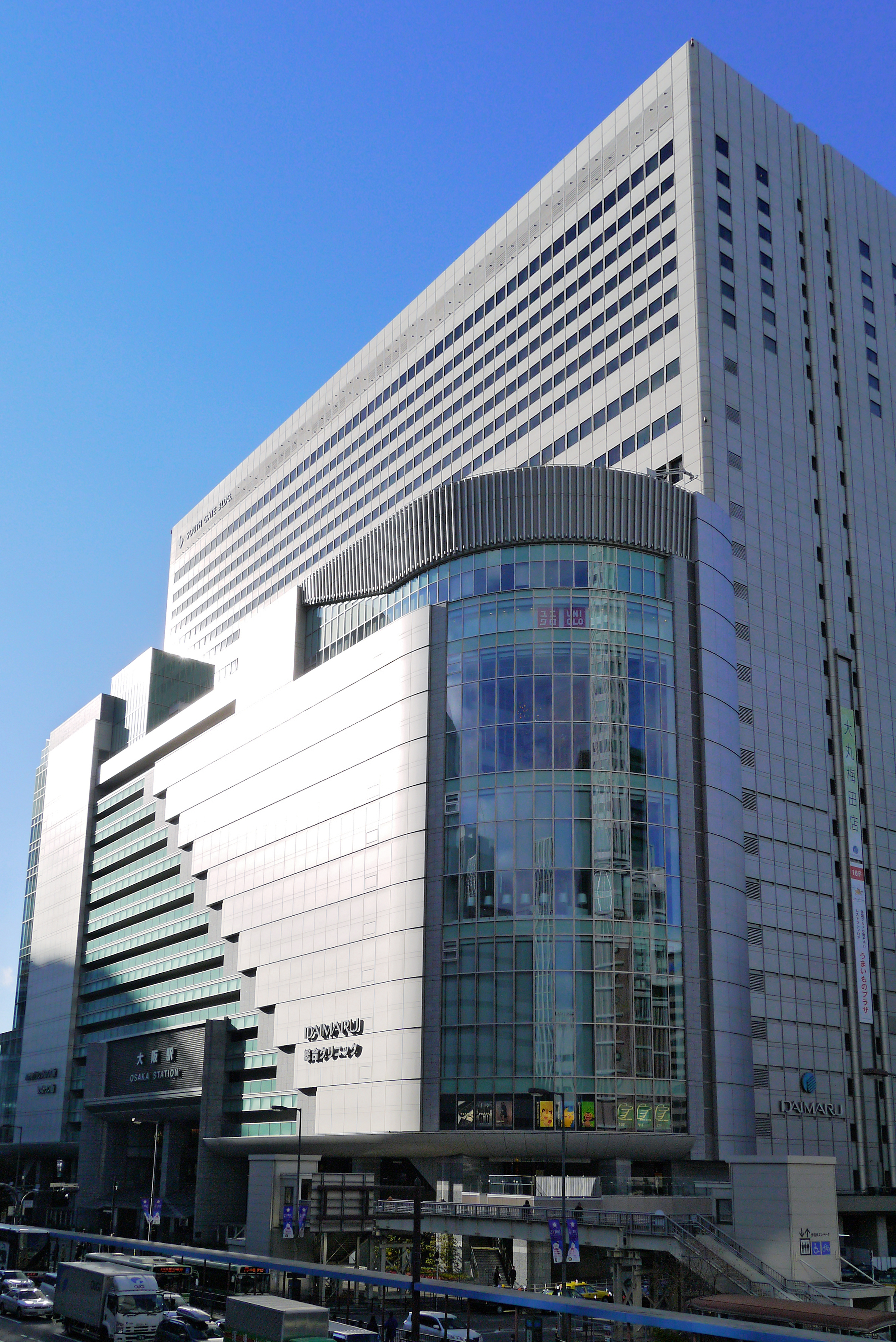
サウスゲートビルディング

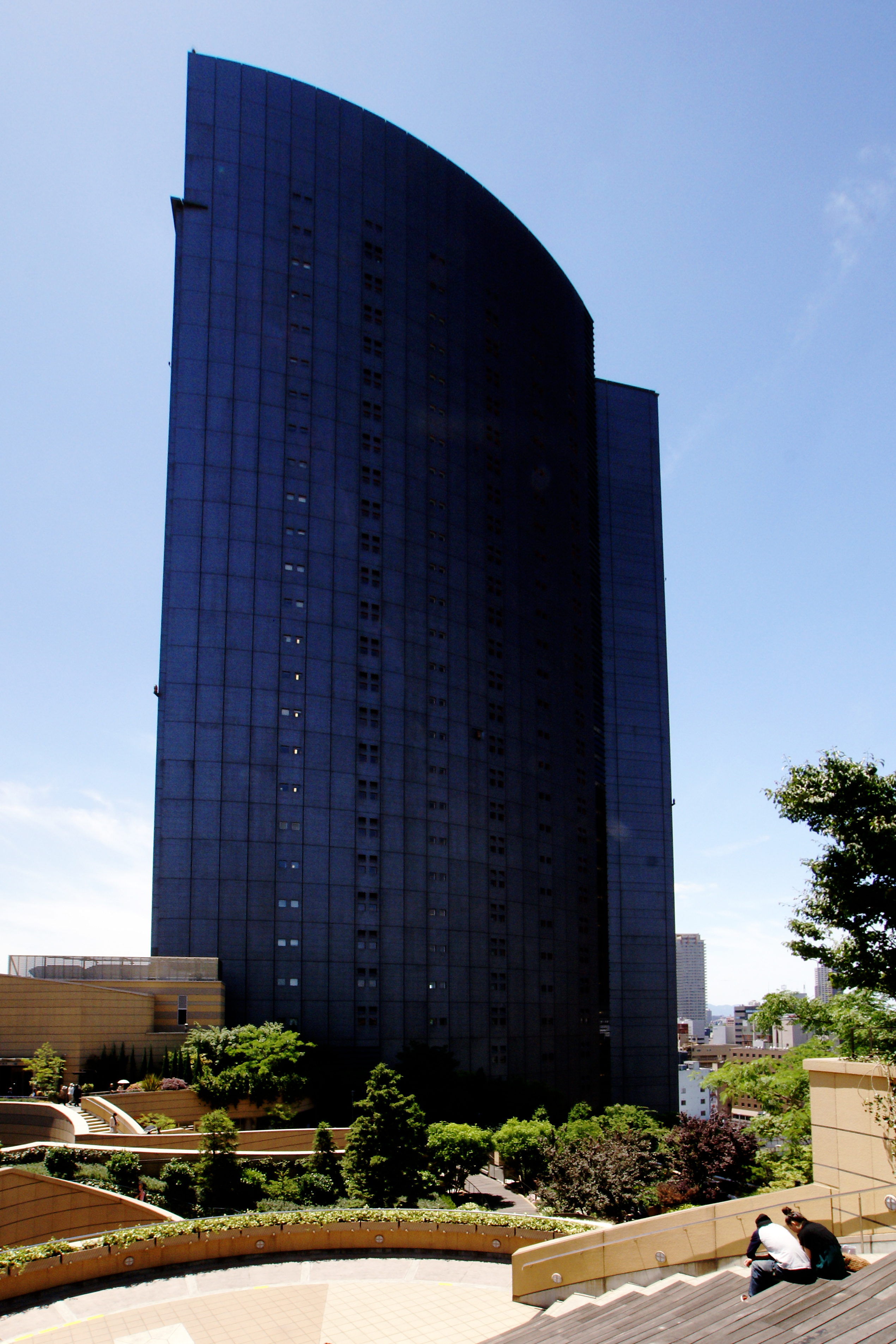
なんばパークス

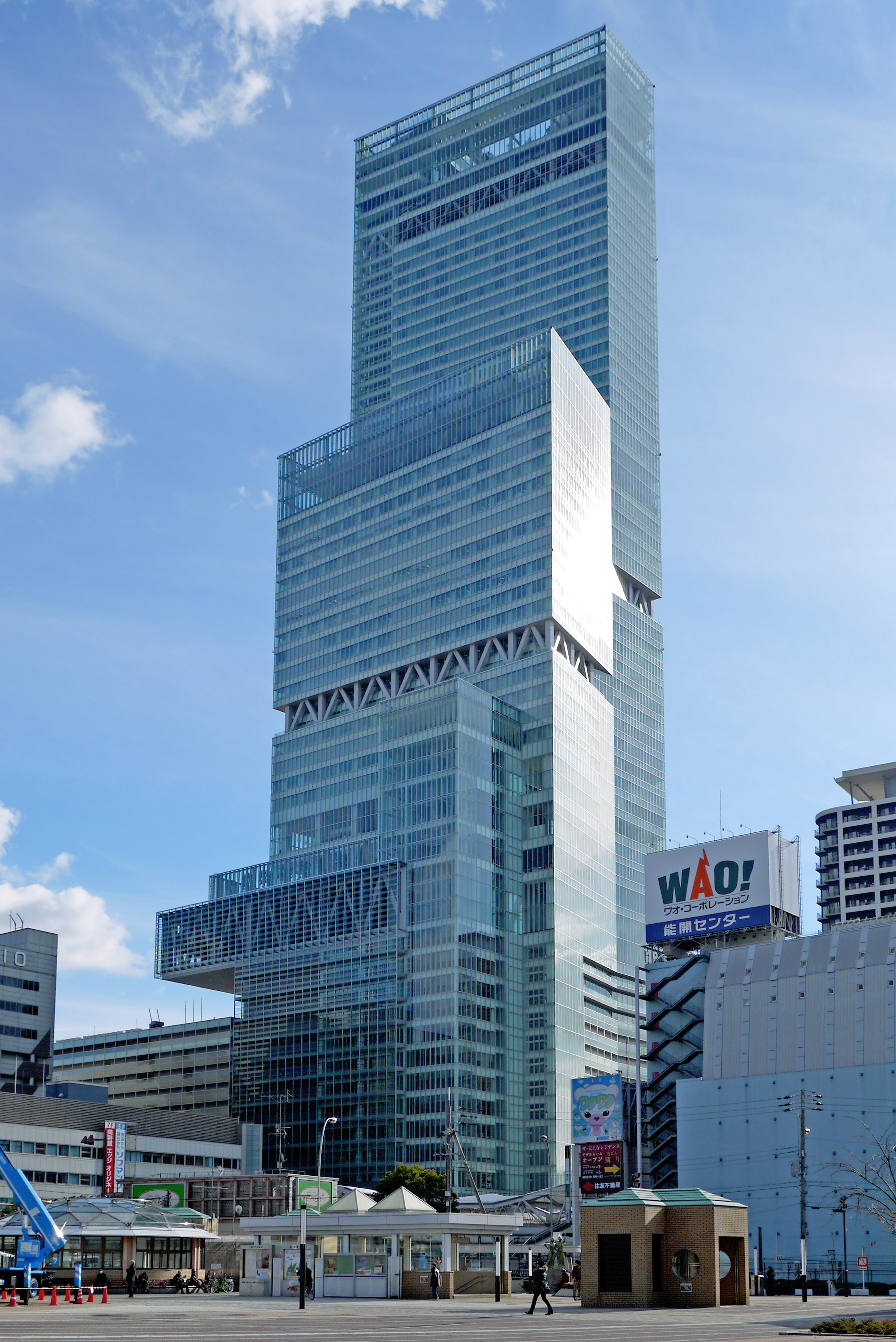
あべのハルカス

大阪2011年問題（おおさか2011ねんもんだい）とは、大阪市中心部において2011年までに百貨店などの新設・増床が出揃い、特に同年に集中的かつ大量に完成した結果、商業施設の供給が過剰（オーバーストア）となることが懸念された事象である。2005年頃から提唱された概念であるが、本項ではその後の進展も含めて記述する。単に「2011年問題」「平成23年問題」と呼ばれることもある。

## 概要
2005年（平成17年）9月7日にそごう心斎橋本店が開店したのを皮切りに、大阪市中心部では百貨店などの商業施設の新設・増床が相次いだ。百貨店などの大規模な小売店における開業・建て替え・増床の大半が出揃う2011年には、大阪市内の百貨店の総売場面積は、2005年と比較して50%以上増えるという。
キタの中心地である梅田では特に競争が激化しており、新規出店したJR大阪三越伊勢丹は業績不振により、2014年7月に10階と地下2階以外の全フロアから撤退。空きフロアは2015年4月にJR西日本SC開発運営の「ルクア1100（イーレ）」としてリニューアルし、この中に8つの「isetan」ショップが入居する形に変更された。

### オーバーストアが問題とされた要因
- 少子化・少子高齢化・人口減少社会 - 将来的に顧客層が減少していく。
- 平成不況・失われた20年・日本のデフレーション・郊外化 - 百貨店離れが進んでいる。

後の2020年代前半にコロナショックによる社会経済の影響が広がった際には、スーパーマーケットは業績を伸ばしているが、百貨店業界にとっては逆風となっている。

## 年表
- 2005年9月7日：そごう心斎橋本店、建て替えにより再オープン。
- 2006年9月22日：建て替えられた南街会館になんばマルイ出店。
- 2008年9月9日：近鉄百貨店阿倍野本店新館「あべのand」完成（阿倍野・天王寺）。
- 2009年8月31日：そごう心斎橋本店が閉店。店舗は大丸に売却され、同年11月14日に大丸心斎橋店・北館としてリニューアルオープン。
- 2011年
  - 3月3日：髙島屋大阪店増床（難波）。
  - 4月19日：大丸梅田店（大阪ターミナルビル）増床（梅田）。
  - 5月4日：JR大阪三越伊勢丹（大阪ステーションシティ）開業（梅田）。
- 2012年11月21日：阪急百貨店うめだ本店（新梅田阪急ビル）建て替え、日本最大級の百貨店となる（梅田）。
- 2013年4月26日:梅田貨物駅跡地にグランフロント大阪開業（梅田）。
- 2014年2月22日：阿部野橋ターミナルビル旧館部分を建て替えたあべのハルカスに近鉄百貨店本店本館を増床。日本最大の百貨店となる（阿倍野・天王寺）。
- 2022年2月25日：「大阪梅田ツインタワーズ・サウス」竣工[2]。

## 各百貨店の新設・増床

### 阪急百貨店うめだ本店（梅田阪急ビル）
阪急百貨店梅田本店が入居する「梅田阪急ビル（現在の大阪梅田ツインタワーズ・ノース）」は鉄道会社直営としては世界初のターミナルデパートとして1929年に開店してから、7回にわたり増改築をしてきたが、耐震構造の見直しや大阪地区の商業地の激変に対応するため、都市再生特別措置法に基づく容積率の大幅な緩和を機に建て直すことになった。
営業しながら建て直すという工法を採る。工区を南側の第I期と北側の第II期に分ける2段階の建て替え施行で、建て替え期間中も営業を続ける。第I期工事中の不足売場面積の確保のために、新たに「阪急サン広場」「コンコース2階部分」「既存建物の北館バックヤード部分・9階屋上部分」に売り場スペースを設けている。
百貨店部分の上には、地上187mのオフィス棟 (14F-41F) も建設される。建て替えにより百貨店の売り場階数は「B2 - 9F」から「B2 - 13F」に、総面積は約116,000m2から約140,000m2に、営業面積は約61,000m2から約84,000m2にそれぞれ増え、日本最大級となった。2005年2月の発表時点では、松坂屋名古屋店（名古屋・栄）の86,758m2に次ぎ国内2位の面積であった。
しかし、2007年に発表された近鉄百貨店阿倍野本店は、阪急新うめだ本店はおろか、松坂屋名古屋本店をも上回ることとなった。

#### 2007年3月発表
阪急百貨店は3月26日、建て替え中のうめだ本店が全館完成して営業開始する時期が当初予定していた2011年春から同年10月～12年3月にずれ込む見通しを発表した。これは工事の進み具合が遅れているためとのことで、第I期工事分の営業開始も当初予定の2007年秋から2008年10月 - 2009年3月に遅れる。
合わせてうめだ本店建て替え工事中の売場面積確保と競争力強化・顧客サービスの充実を目的に2008年2月、HEPナビオ地下1階 - 地上5階の物販部分へ出店することを発表した。
紳士服や雑貨を集めた「メンズ館」に改装し隣接する梅田本店の6、7階にあるメンズ売り場をすべて移転させる計画。伊勢丹のメンズ館同様、ビジネススーツからカジュアルまでの内外の高級ブランドを網羅するほか靴やバッグ、ベルト、財布などの紳士用品をとりそろえる計画。男性用化粧品店などの出店も検討している。阪急は「メンズ館」のノウハウを持つ伊勢丹との経営統合を決めた三越が2011年に梅田に新店を出すのを前に、先手を打って男性客の囲い込みを狙う。これに伴いHEPナビオは10月28日をもって地下1階 - 地上5階までが閉館、2008年2月1日に「阪急百貨店メンズ館」としてオープンした。本店の建て替え完了するまで期間限定の案もあったようだが、建て替え完了後も本店（婦人向け）とナビオ（メンズ館）の棲み分けを続けるという。

### 大丸梅田店（サウスゲートビルディング）
大丸梅田店が入居している「サウスゲートビルディング」は西日本旅客鉄道（JR西日本）が主体となって現在のビルに隣接する15階建ての別館を建設し、両者のフロアを通路で一体化するという形で増床することとした。200億円から250億円を投じ、2011年4月19日に完成。
これによりサウスゲートビルディング（旧・アクティ大阪）の床面積は約138,000m2から約173,000m2に、大丸梅田店の売場面積は約40,000m2から約64,000m2に増え、年商800億円を見込む。増床分には「ユニクロ」や「東急ハンズ」が出店する。

### JR大阪三越伊勢丹（ノースゲートビルディング）
2005年5月5日に北浜・堺筋沿いにあった三越大阪店が閉店したが、同社は2011年5月4日に全面開業した大阪駅のノースゲートビルディングに再出店した。売場面積は約50,000m2。
なお、当初は現在ヨドバシ梅田が建っている大阪鉄道管理局跡地に出店する予定だったが、用地取得に失敗している。
この店舗は業績不振により、2014年7月に10階と地下2階以外のフロアが閉店した。2015年4月にJR西日本SC開発運営のファッションビル「ルクア1100（イーレ）」としてリニューアルし、この中に8つの「isetan」ショップが入居する形に変更された。

### 阪神百貨店梅田本店（大阪神ビル、新阪急）

#### 2006年末発表
発足直後の阪急阪神ホールディングスの角和夫社長が、大阪・梅田の阪神百貨店本店が入居する大阪神ビルと南隣の新阪急ビルを一体的に建て替える方針を表明した（現在の大阪梅田ツインタワーズ・サウス）。但し、既に着工済みの阪急百貨店うめだ本店の建て替えが優先のため実現は2011年以降となる模様である。
阪神百貨店は当初、梅田地区各百貨店の大増床に対し大阪神ビルを耐震補強を兼ねた改修工事でしのぐ予定だったが親会社の阪神電鉄が阪急HDと経営統合し、阪急阪神HDとなった事で建て替えに方針を急転換した。ちなみに現在の大阪神ビルは1963年（3階～地下部分など一部は1939年）、新阪急ビルは1962年の完成と、共に老朽化していた。
阪神百貨店の営業が継続できるよう、まず新阪急ビルの改築から着手して同ビルの完成後に百貨店を一時的に移転させ、大阪神ビルに取り掛かるという2段階方式で進める。角和夫社長は、両ビルの建て替えプロジェクトについて「阪急と阪神による街づくりのシンボルにしたい」としている。
また新しい大阪神ビルの規模については「（容積率の緩和を受けて地上41階建てとなる）梅田阪急ビルがモデル」（阪神電気鉄道・坂井信也社長）としており、梅田という立地を活かした高層ビルの建設を検討している。この場合、阪急と阪神のビルがツインタワーとしてJR大阪駅前にそびえることになる。

#### 2007年9月発表
阪急阪神HDの角和夫社長は記者会見にて、阪神百貨店が入居する大阪神ビルと隣接する新阪急ビルの建て替え計画について「都市再生特別措置法の活用を検討する」との考えを明らかにした。特措法の活用により同区域が都市再生特別地区に指定された場合、現在の容積率1000%を超える高層ビルの建設が可能になる。これにより、大阪神ビルと新阪急ビルとの高層ツインビル計画の実現を目指す（2011年度下期の完成を目指す新梅田阪急ビルも地区指定を受け容積率が1000%から1800%に緩和されているほか、近畿日本鉄道も地区指定を受ける前提で大阪阿部野橋駅に日本一の高層ビルを建設する計画を発表している）。
建て替え時期については、特措法の期限である2011年までの計画策定が目途になるとの考えを示した。また「大阪神ビルは（現在の梅田阪急ビルを建て替えて誕生する）新梅田阪急ビルの完成後に着工するが、新阪急ビルはその前に着工したい」と述べ、新阪急ビルの建て替えは大阪神ビルに先行する形で阪急百貨店の入居する新梅田阪急ビルの建設中に着工する構想を明らかにした。具体的着工時期については、「遅くとも2009年に着工する」とも述べている。
これは新阪急ビルについて「阪神百貨店の建て替え期間中は（同店の）補完機能が必要」とも述べていることから阪神百貨店の建て替え工事中、売り場面積が狭くなる同店を新阪急ビルが補完できるようにすることがねらいだと考えられる。

#### 2011年2月報道
その後、都市再生特措法改正案の国会審議の停滞、大阪市内のオフィスビルの空室率上昇など市況の悪化を受け、阪急阪神HDの角和夫社長は2013年にも始める予定だった建て替えを延期し計画を再検討する方針を表明した。

#### 2013年1月報道
計画を再検討した上で、阪神百貨店梅田本店の建て替えについて具体的な手続きに入ったと報じられた。
2014年10月01日にⅠ期工事が開始。段階的に各エリアが閉鎖、取り壊され、改築が進んでいる。

### 高島屋大阪店（南海ビル他）（難波）
髙島屋大阪店本館として使われている南海ビルディング（1932年築）の東側にある新事務館・事務別館・別館・南分館・南別館の後方施設を取り壊しTE館を新築、本館と連結し一体化したフロア構成にする。デザインはガラスを多く用いるが、本館のイメージをそのまま踏襲したものとなる。
同時に本館も全フロアを改装して南海ビル、TE館をあわせて「新本館」とする。南海ビルの約56,000m2に22,000m2のTE館を加えて、それまでの約1.4倍の約78,000m2まで拡大する。
また、それに先立ち2007年4月開業の高島屋大阪店に隣接するなんばパークス第2期エリア内に「T-Terrace by TAKASHIMAYA GROUP」として7,200m2の専門店街を開業させた。さらに、南海ビルに隣接する「南海会館」の建て替えも検討されている。

### 近鉄百貨店阿倍野本店（阿部野橋ターミナルビル）
大阪阿部野橋駅がビル内にある近鉄百貨店阿倍野本店は、計画を3度発表した。

#### 2006年10月発表
近鉄百貨店阿倍野本店（大阪阿部野橋駅・阿部野橋ターミナルビル）の南側にある別館（あべのHoop）南側の敷地に、2008年春、新館をオープンさせ、総合百貨店の本館（約68,000m2）、ファッションのHoop (14,000m2)、生活雑貨の新館 (14,000m2) の3館体制にすると発表した。このうち、新館は2008年9月9日に「あべのand」として開業した。

#### 2007年4月発表
当初、改装すると表明していた本館の西半分（旧館部分）を建て替えると発表した。1937年築の建物を改装して使用していた本館西半分を建て替え少なくとも20,000m2以上増床、新本館単体でも松坂屋名古屋本店を上回り国内最大の百貨店（新本館約88,000m2以上、別館2つを合わせて約116,000m2以上）となる。またこのビルはオフィスなどとの複合ビルとなり、280mの高さとなると報道されていた。
阿倍野・天王寺は、阪急・阪神・大丸・三越伊勢丹のあるキタ（梅田）とも、大丸・高島屋・そごう心斎橋本店（現：大丸心斎橋店北館）のあるミナミ（難波・心斎橋）とも離れた立地で、百貨店や大型商業施設が少ないことから、キタやミナミに対抗するために近鉄百貨店は拡大戦略をとったとみられる。
近鉄百貨店では「本館単独でも日本一の規模を確保し、競争力を強化する」（中川社長）としている。また、2km程離れた上六の近鉄劇場跡の再開発ビル（新歌舞伎座の誘致）の商業施設も強化すると発表。2010年8月26日に「上本町YUFURA」として開業した。

#### 2007年8月発表
8月8日、近畿日本鉄道（近鉄）が近鉄阿倍野本店本館を含めた阿部野橋駅ターミナルビル（旧館部分）の再開発計画の詳細を発表した。それによるとターミナルビル旧館部分を撤去し、高さ300mの複合ビル「あべのハルカス」を建設し、新しい超高層ビル内に、10万平方メートル（既存の駅ビル新館部46,600m2を含む）の店舗を構える構想であり、2013年6月13日に百貨店部分のみ先行開業、2014年3月7日に全面開業した。これにより、それまで日本一高いビルであった横浜ランドマークタワー（1993年開業・約296m）を抜き、21年ぶりに高層ビル日本一の記録が塗り換わった。
これにより同年4月の発表通り、百貨店本館のみで単独日本一の規模（100,000m2）となり、百貨店別館：Hoop（14,000m2）・百貨店新館：and（2008年9月9日開業：14,000m2）を合わせて、阿倍野本店全体で128,000m2規模となる。